# Neptun.NET
A Neptun.NET Egységes Tanulmányi Rendszer szoftver a magyar felsőoktatási intézmények (egyetemek, főiskolák) tanulmányi és pénzügyi adminisztrációját, oktatási, oktatás-szervezési feladatainak regisztrálását és információs rendszerét látja el. Kezelőfelülete az interneten keresztül elérhető. Fejlesztője az SDA Informatika Zrt.
A program paraméterezhetőségének köszönhetően rugalmasan használható, figyelembe veszi az intézmények egyéni sajátosságait, az egyes intézményekben érvényes Tanulmányi és Vizsgaszabályzatok egymástól eltérő oktatási struktúráit.

## Neptunt használó intézmények listája
- Állatorvostudományi Egyetem
- Apor Vilmos Katolikus Főiskola
- Bhaktivedanta Hittudományi Főiskola
- Brenner János Hittudományi Főiskola
- Budapesti Corvinus Egyetem
- Budapesti Gazdaságtudományi Egyetem
- Budapesti Metropolitan Egyetem
- Budapesti Műszaki és Gazdaságtudományi Egyetem
- Debreceni Egyetem
- Debreceni Református Hittudományi Egyetem
- Dunaújvárosi Egyetem
- Edutus Egyetem
- Eötvös József Főiskola
- Eötvös Loránd Tudományegyetem
- Eszterházy Károly Katolikus Egyetem
- Gábor Dénes Egyetem
- Gál Ferenc Egyetem
- IBS Nemzetközi Üzleti Főiskola
- Károli Gáspár Református Egyetem
- Kodolányi János Egyetem
- Kolozsvári Protestáns Teológiai Intézet
- Liszt Ferenc Zeneművészeti Egyetem
- Magyar Agrár- és Élettudományi Egyetem
- Magyar Képzőművészeti Egyetem
- Magyar Táncművészeti Egyetem
- Magyar Testnevelési és Sporttudományi Egyetem
- Milton Friedman Egyetem
- Miskolci Egyetem
- Moholy-Nagy Művészeti Egyetem
- Nemzeti Közszolgálati Egyetem
- Neumann János Egyetem
- Nyíregyházi Egyetem
- Óbudai Egyetem
- Országos Rabbiképző – Zsidó Egyetem
- Pannon Egyetem
- Pázmány Péter Katolikus Egyetem
- Pécsi Tudományegyetem
- Sapientia Erdélyi Magyar Tudományegyetem
- Sapientia Szerzetesi Hittudományi Főiskola
- Semmelweis Egyetem
- Soproni Egyetem
- Széchenyi István Egyetem
- Szegedi Tudományegyetem
- Szent Atanáz Görögkatolikus Hittudományi Főiskola
- Szent Pál Akadémia
- Színház- és Filmművészeti Egyetem
- A Tan Kapuja Buddhista Főiskola
- Tokaj-Hegyalja Egyetem
- Tomori Pál Főiskola
- Veszprémi Érseki Főiskola
- Wekerle Sándor Üzleti Főiskola
- Wesley János Lelkészképző Főiskola[2]